# Holly (roman)
Pour les articles homonymes, voir Holly.
Holly (titre original : Holly) est un roman policier de Stephen King, paru en anglais en septembre 2023, et en français en février 2024. L'auteur y fait de nouveau apparaître Holly Gibney, personnage déjà au cœur des romans Mr. Mercedes, Carnets noirs, Fin de ronde, L'Outsider et Si ça saigne. Le roman Never Flinch, paru deux ans plus tard, est également centré sur ce personnage.

## Résumé
Le 20 juillet 2021, la mère de Holly Gibney, détective privée, meurt des suites de la Covid-19. Deux jours plus tard, peu après la cérémonie d'enterrement réalisée sous l'application de visioconférence Zoom, Holly reçoit une demande de Penelope Dahl qui lui demande expressément d'enquêter sur la disparition, trois semaines plus tôt, de sa fille Bonnie, âgée de vingt-quatre ans. Malgré la fermeture de Finders Keepers, son agence de détective privée, pour cause du décès de sa mère, Holly accepte l'affaire, tant parce qu'elle est intriguée que pour se sortir de sa tristesse du moment.
Selon le message de Penelope Dahl, le vélo de sa fille a été retrouvé près d'un magasin d'alimentation lui-même situé près d'un parc. Holly s'entretient tour à tour avec le vendeur de ce magasin, un groupe d'adolescents qui ont l'habitude de faire du skate-board près du parc et enfin Lakeisha Stone, la meilleure amie de Bonnie Dahl. Elle apprend entre autres choses que deux autres personnes, Peter Steinman et Ellen Craslow, ont disparu ces dernières années près du parc et dans des circonstances semblables. À proximité du lieu où le vélo de Bonnie a été retrouvé, Holly parvient à dénicher une boucle d'oreille, que plus tard Penelope Dahl décrit comme appartenant à sa fille.
Pendant ce temps, une série de flashbacks révèlent l'origine des disparitions : Emily et Rodney Harris, un couple d'anciens professeurs de l'université de lettres et de science désormais à la retraite. Ils ont enlevé Jorge Castro en 2012, Cary Dressler en 2015, Ellen Craslow et Peter Steinman en 2018 et enfin Bonnie Dahl en 2021. Ils ont à chaque fois ciblé des personnes qu'ils connaissaient personnellement. Ils enfermaient leurs prisonniers dans une cage située dans leur sous-sol, les forçaient à manger du foie cru de veau, puis les tuaient et consommaient leurs restes, croyant que la chair humaine vaincrait la vieillesse et guérirait leurs nombreuses douleurs et problèmes de santé (Emily souffre de sciatique et Rodney présente des stades précoces de la maladie d'Alzheimer).
Holly élargit son enquête pour inclure les disparitions de Peter Steinman et Ellen Craslow, ce qui l'amène à découvrir la disparition de Cary Dressler. Elle relie finalement chaque victime aux Harris. Elle se faufile dans leur maison pour tenter de localiser un dernier élément de preuve : la camionnette pour handicapés que le couple a utilisée pour attirer et kidnapper ses victimes. Cependant, Holly est maîtrisée par Rodney avec un Taser et emprisonnée dans la cage du sous-sol.
Dans sa cage, Holly trouve l'autre boucle d'oreille de Bonnie, cachée sous un matelas. Elle incite Rodney (qui est devenu de plus en plus sénile) à s'approcher des barreaux et utilise la boucle d'oreille pour lui trancher la gorge et le tuer. De retour à la maison et découvrant le corps de son mari, Emily en colère tente de tuer Holly en utilisant le propre revolver de Holly, mais cette dernière parvient à l'attirer près des barreaux et à lui briser le cou. Pendant ce temps, Barbara Robinson, la meilleure amie de Holly, parvient à deviner où Holly peut se trouver et elle se rend au domicile des Harris, suivie peu après par les autorités, pour sauver Holly.
Deux semaines après ces événements, Holly se pose la question de prendre sa retraite, mais décide finalement de ne pas le faire et décroche le téléphone pour s'occuper d'une nouvelle affaire.

## Accueil et distinction

### Ventes
Le roman est entré directement à la première place de la New York Times Best Seller list le 24 septembre 2023. Il est présent huit semaines dans ce classement, dont deux passées à la première place.

### Distinction
Le roman a remporté un Goodreads Choice Award 2023 dans la catégorie Horreur.